# 莫奥
莫奥（西班牙語：Moho），是秘魯的城鎮，位於該國東南部普諾大區，是莫奥省的首府，處於的的喀喀湖東北面的阿爾蒂普拉諾高原，2005年該城鎮人口2,601。
15°21′38.75″S 69°29′59.44″W / 15.3607639°S 69.4998444°W